# أمالي سارا كولكوهون
أمالي سارا كولكوهون (بالإنجليزية: Amalie Colquhoun) هي رسامة أسترالية، ولدت في 20 مارس 1894، وتوفيت في 16 يونيو 1974.